# Нова патриотична партия
Новата патриотична партия (на английски: New Patriotic Party) е дясноцентристка либералноконсервативна политическа партия в Гана.
Основана е през 1992 година с либерализацията на политическия режим и се превръща в основна дясна сила в страната. Партията е управляваща от 2001 година до 2009 година. На президентските избори през 2012 година кандидатът на партията Нана Акуфо-Адо остава втори, а на проведените едновременно парламентрани избори тя получава 123 от 275 места.